# Les Pieux
Les Pieux is een gemeente in het Franse departement Manche (regio Normandië). De plaats maakt deel uit van het arrondissement Cherbourg-Octeville. Les Pieux telde op 1 januari 2022 3.266 inwoners.

## Geografie
De oppervlakte van Les Pieux bedroeg op 1 januari 2022 15,25 vierkante kilometer; de bevolkingsdichtheid was toen 214,2 inwoners per km².
De gemeente ligt aan de Anse de Sciotot, een baai tussen Cap de Flamanville in het noorden en Pointe du Rozel in het zuiden. De baai is genoemd naar Sciotot, een gehucht van Les Pieux dat aan de kust ligt.

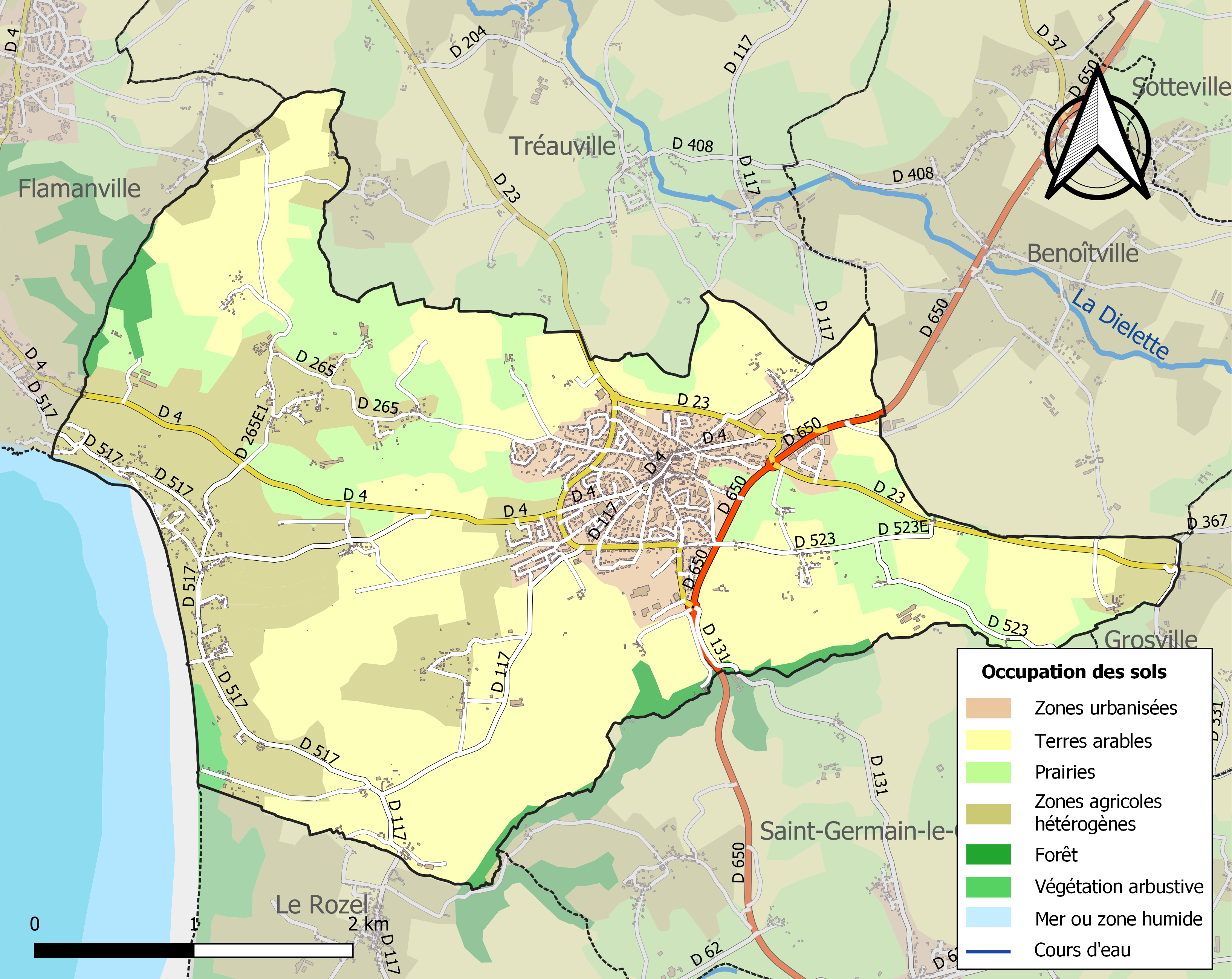
Kaart van de gemeente met de belangrijkste infrastructuur, bodemgebruik en omliggende gemeenten

## Demografie
Onderstaande figuur toont het verloop van het inwonertal (bron: INSEE-tellingen).